# گریت کالی
دالیپ سینگ رانا (هندی: दिलीप सिंह राणा؛ زادهٔ ۲۷ اوت ۱۹۷۲ که در کشتی حرفه‌ای با نام گریت کالی (به انگلیسی: The Great Khali) شناخته می‌شود، کشتی‌گیر، هنرپیشه و پاورلیفتر هندی است.
افتخارات در WWE:
- ۱ بار قهرمانی کمربند سنگین‌ وزن جهان دبلیودبلیوئی
- پیوستن به تالار شهرت دبلیو دبلیو ای در سال ۲۰۲۱

## زندگی قبل از کشتی حرفه ای
او در یک خانواده هندی در یک روستای دورافتاده زندگی میکرد.
او یکی از هفت خواهر و برادر یک خانواده ضعیف و فقیر بود و به همین علت مجبور بود به دلیل فیزیک بدنی بالایش کارهای عجیب و غریب انجام دهد.
هنگامی که رانا به عنوان یک سرباز در شهر شیملا خدمت میکرد یک افسر پلیس از ایالت همجوار پنجاب را دید که قبلاً چند کارمند پلیس را به عنوان ورزشکار بین‌المللی تبدیل کرده‌است به همین دلیل از هیکل رانا خوشش آمد و او را در پلیس پنجاب استخدام کرد.
زمانی که وی در پنجاب بود،برای تبدیل شدن به یک کشتی گیر تمرین کرد و به زودی برای کشتی حرفه‌ای آمریکا انتخاب شد

## External links
- گریت کالی در بانک اطلاعات اینترنتی فیلم‌ها (IMDb)